# Боже право королів

Геральдична імператорська корона

Боже право королів, Божественне право або Божий мандат (англ: Divine right of kings або God's mandate) — політична та релігійна доктрина королівської політичної легітимності.
Концепція ґрунтується на творах середньовічних філософів й теологів, що доводили метафізично теорію, відповідно до якої король (або королева) заздалегідь є обраним на правління до його народження.
«Боже право королів» виникає як метафізичний акт смирення і підкорення Божій волі. Він стверджує, що монарх не підлягає ніякій земній владі, виходячи з права керувати безпосередньо від Божественного авторитету та Божого мандату. Таким чином, монарх не підпорядковується волі свого народу, аристократії (шляхті) чи будь-кому іншому в державі. Це означає, що лише Божественний авторитет може судити про несправедливість чи праведність монарха, і що будь-яка спроба усунути, позбавити влади чи обмежити його повноваження суперечить Божій волі й може становити вчинок святотатства.
Боже право королів часто виражається у фразі «Божою Милістю», що додається до титулу правлячого монарха; хоча це право не робить монарха таким же, як Бог-король. Теорія Божого права була ключовим елементом офіційної легітимізації багатьох абсолютних монархій.
Християнська (католицька) традиція подолала цю ідею «божественності короля» вченням «Два мечі» і таким чином вперше досягла збалансованої конституції для держав (розділення духовної і світської влади). З появою протестантизму деякі монархії повертаються до ідеї прямого підпорядкування церкви королю.

## Історія

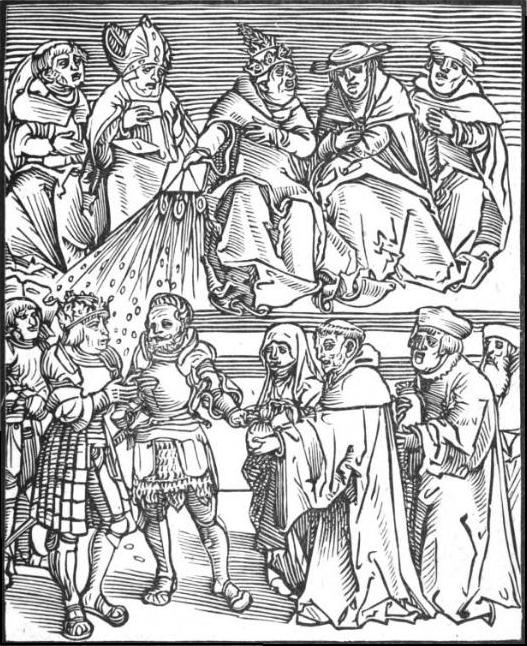
Графіка Лукаса Кранаха «Папа, використовуючи тимчасову владу, надає владу правителю, що щедро сприяв Католицькій Церкві»

Концепція «Божого права» на владу була розповсюджена в багатьох країнах світу. В Персії та Ірані (Зороастризм), в Китаї (Небесний мандат), в Японії, в доколумбівській Америці та в інших частинах світу в різні періоди історії владу наділяли Божественними функціями. Монархи розглядалися як ті, що правлять з підтримкою небесних сил, або, можливо, навіть самі є божественні істоти.
Концепція Божого права походить від біблійної тези «королівських прав, що даються Богом», яка вчить, що «право управляти помазано Богом». Ця ідея зустрічається також в багатьох інших культурах, включаючи вавилонську, давньоарійську, єгипетську. У давніх язичницьких релігіях монарха часто розглядали як свого роду бога, і тому він був незаперечним деспотом.
У Старому Заповіті в Першій Книзі Самуїла йдеться про пророка Самуїла, що помазав Саула, а потім Давида на правління над Ізраїлем. Після цього монарх став недоторканим, так що навіть коли Саул прагнув убити Давида, Давид не підніс руку проти нього, бо «він був помазаний Господом». Після цього Бог обрав Давида на царство, династія якого тривала (принаймні у південному царстві) до Вавилонського полону.
Відповідно до Нового Завіту, перший Папа Римський святий Петро закликає всіх християн шанувати верховну владу (1 Посл. Петра 2: 13–20), хоча, в той час, Римський імператор був ще язичником. Святий Павло погодився зі святим Петром, що піддані повинні підкорятися тій владі, яка є, бо вона призначена Богом, як він писав у своєму Посланні до Римлян 13: 1–7.: «Тому той, хто противиться владі, противиться Божій постанові; а ті, хто противиться, самі візьмуть осуд на себе».
В Євангелії від Матвія Ісус Христос каже, що «слід віддати кесареві те, що є кесаревим». Крім того, Ісус сказав Понтію Пілату, що його влада як римського намісника Юдеї прийшла з небес (Євангелія від Івана 19: 10–11).
Після прийняття християнства, як офіційної релігії в Римській імперії почалась традиція підтвердження Папами Римськими та церквою легітимності влади імператорів, починаючи з Римських імператорів Костянтина та Теодозія Великого, а пізніше імператорів Східної Римської імперії, і нарешті імператора Священної Римської імперії, Карла Великого та його наступників, як католицьких священних римських імператорів.
Святий Адомнан був одним з найдавніших християнських прихильників цієї концепції Божого права королів, що володарюють завдяки Божественній волі. Коли він писав про вбивство ірландського короля Діармайт мак Кербайлл, то стверджував, що Божественне покарання впало на його вбивцю за вчинок проти монарха. Адомнан також записав історію про Святого Колумба, якого відвідував ангел зі скляною книгою, що сказав йому висвятити Едана мак Габрайна як короля Дал Ріада. Спочатку Колумба відмовився, але ангел вмовив його виконати висвячення, бо Бог так наказав. Для цього ангел побував у Колумби три наступні ночі. Нарешті Колумба погодився, і Едан прийняв свячення. При рукопокладенні Колумба сказав Едану, що поки він дотримується Божих законів, то ніхто з його ворогів не зможе перемогти його, але як тільки він порушить їх, цей захист закінчиться.
Праці Адомнана вплинули на інших ірландських письменників, які, у свою чергу, мали вплив на світогляд континентальної Європи. Коронація й правління Піпіна III відбувались під впливом цих ідей. Династія Каролінгів і Священні римські імператори використовували ідею свого богопомазання в часи існування Священної Римської імперії.
Тома Аквінський хоча й вважав монархію «найдосконалішою формою правління», одночасно виступав за «політичну», а не «абсолютну» монархію. Він не потурав тиранам: «бо той, хто вбиває тирана для звільнення своєї вітчизни, [буде] похвалений і отримує винагороду». З іншого боку Тома Аквінський виступав проти повалення будь-якого морального, християнського та духовного законного короля його підданими. Єдиною людською силою, здатною усунути короля від влади був Папа Римський.
Аргументація полягала в наступному: якщо суб'єкт може скинути свого володаря за якийсь поганий закон, то хто може бути суддею того, чи був закон поганим? Якщо суб'єкт міг так судити про свого володаря, то всі законні вищі правителі могли «законно» бути скинутими шляхом довільного рішення нижчого, і, отже, весь закон був під постійною загрозою. Тому судити про монарха міг лише Папа Римський.

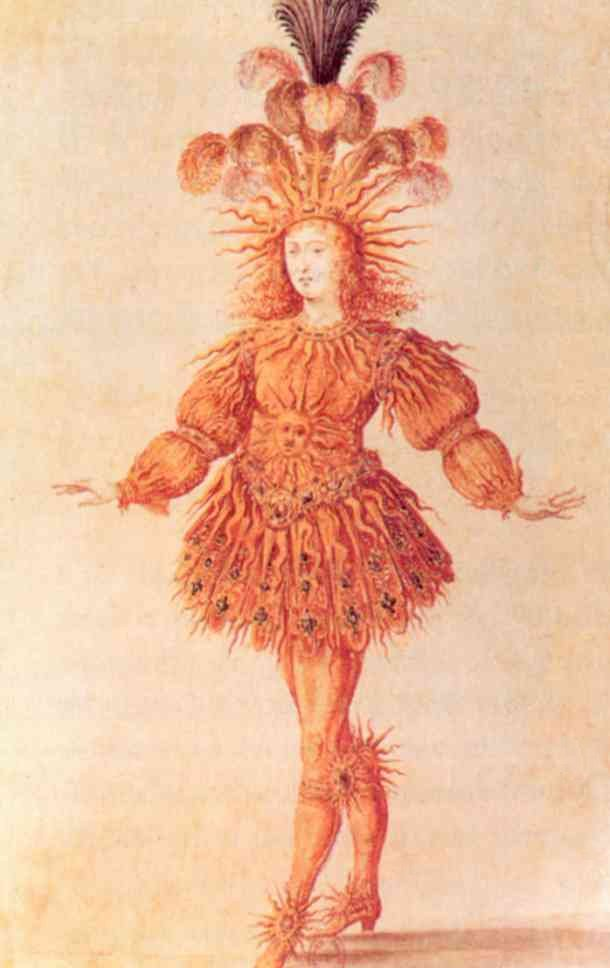
Людовик XIV — Король-Сонце

У Середні віки ідея про те, що Бог наділив земну владу обраному монарху, так само, як він надав духовну владу та владу церкви особливо Папі Римському, була вже відомою концепцією задовго до того, як пізніші науковці придумали термін «Боже право королів» й почали використовувати його як теорію в політології. Наприклад, Річард I з Англії заявив на своєму суді в Шпеєрі 1193 року: «Я народжений у званні, яке не визнає вищого, окрім Бога, якому я лише відповідальний за свої дії»; і саме Річард І став першим використовував девіз «Dieu et mon droit» («Боже і моє право»), який досі є девізом монарха Сполученого Королівства.
В епоху пізнього Середньовіччя багато філософів, такі як Микола Кузанський або Франциско Суарес, озвучували схожі теорії. Церква визнавалась останньою гарантією того, що християнські королі будуть слідувати законам та конституційним традиціям своїх предків, законам Бога і справедливості.
Аналогічно, китайська концепція Небесного мандату вимагала від імператора належним чином виконувати належні ритуали та консультуватися зі своїми слугами; однак ця концепція вкрай важко скасовувала будь-які дії, здійснені попередниками.
Французький прелат і філософ Жак Бенінь Боссюе розробив класичну доктрину про вчення щодо Божого права королів, яка стала підґрунтям правління Людовика XIV: «Королі панують від мене», говорить Вічна Мудрість; і з цього ми повинні зробити висновок не лише про те, що права короля встановлюються Божими законами, але і про те, що вибір осіб [що обіймають престол] є наслідком Божого провидіння.
Хоча в Католицькому вченні щодо монархії, монарх є Божим намісником на землі і тому не підпорядковується ніякій нижчій силі, однак монарх завжди підпорядковується «природному та божественному закону», який розглядають як вищий за монарха. За умови морального занепаду монархії, нехтування природного права та переродження в тиранію, що гнітить загальний добробут, відповідно до католицької концепції позаправного тираніциду, вища церковна влада — Папа Римський має право судити й зміщувати монарха. До об'єднання Італії, за часів існування Папської держави Святий Престол, з часу, коли християнство стало офіційною релігією Римської імперії, заявляв про свою першість над всіма світськими монархами; однак цей примат був більше номінальний, навіть у часи найбільшого впливу Церкви й не становив теократії, навіть у юрисдикціях, де єпископ Риму мав безпосередню владу.

## Протестантизм
До Реформації помазаний король був у своїй державі акредитованим вікарієм Божим для світських цілей (див. Боротьба за інвеституру), проте духовну владу здійснював Папа Римський. Після Реформації король (королева) став головою і світської і духовної влади в протестантських країнах (головою церкви).
В Англії досі серед клейнодів суверена продовжують залишатися символи релігійної влади. Більше того, цей сакральний характер своєї влади та релігійну першість він набув не в силу свого «першосвященства», а за спадковим правом. Коронація, помазання та наділення владою є лише зовнішнім і видимим символом божественної благодаті, прихильної до суверена в силу його титулу.
В Англії вчення про божественне право королів було розроблено до своїх найбільш крайніх висновків щодо права монарха під час політичних суперечок 17 століття. Їх найвідомішим пропагандистом був сер Роберт Філмер. Під час Англійської громадянської війни, роялісти стверджували, що «всі християнські королі, князі та правителі» отримують свою владу прямо від Бога, прихильники парламентаризму наголошували, що вся влада є результатом угоди між сувереном і суспільством.
В першому випадку влада короля була необмеженою, згідно з відомим висловом Людовіка XIV: «L’état c'est moi!», або обмежена лише його власним вільним вибором; в другому випадку на дії короля впливає думка й згода людей, перед якими він несе остаточну відповідальність.

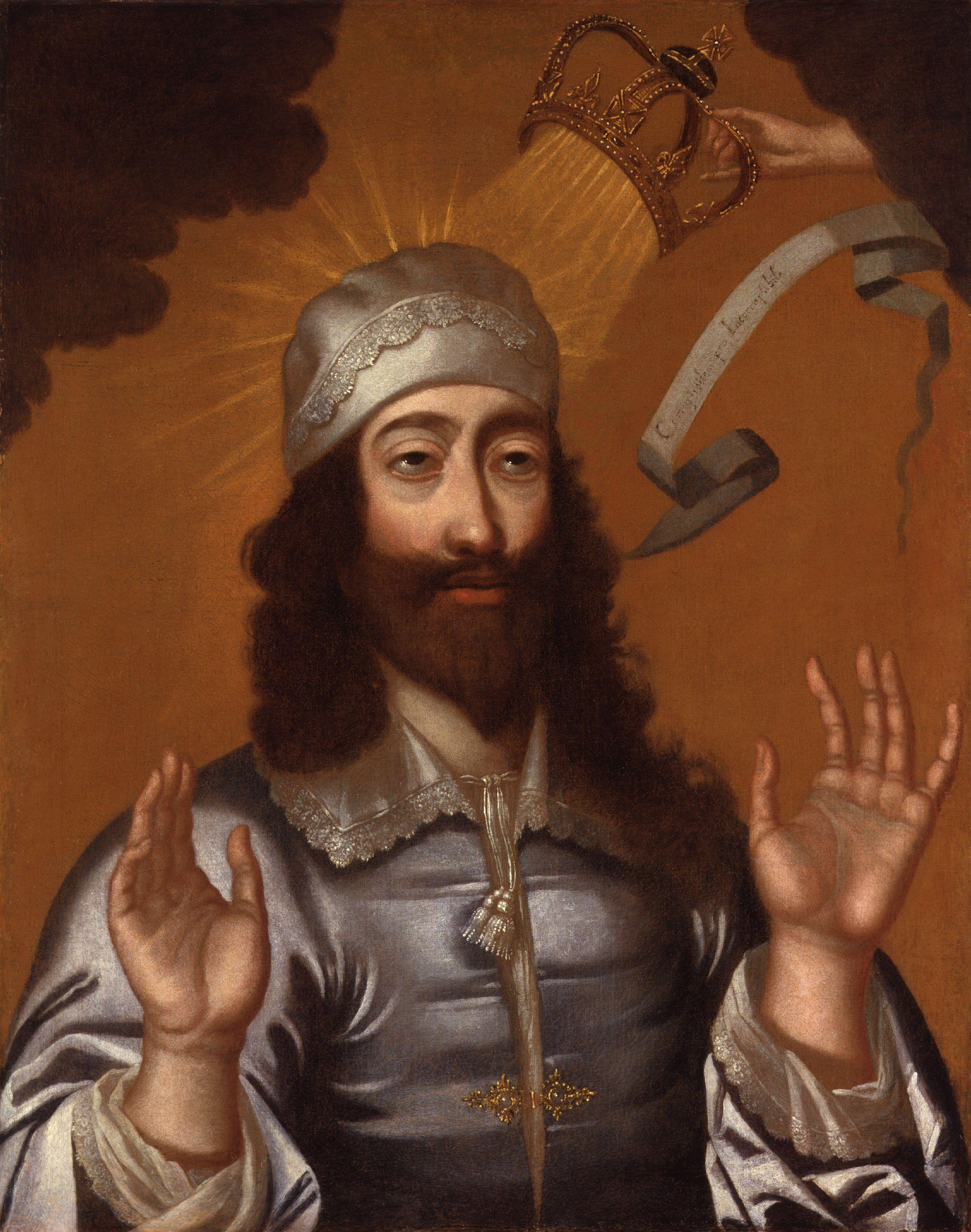
Король Чарльз І Англійський

Після страти Карла I вчення про божественне право в Англії набуло нового сенсу й черпало своє живлення з «крові королівського мученика». Це було керівним принципом англіканської церкви епохи реставрації.
Після революції 1688 року почався конституційний розвиток Корони у Британії, який відбувся за рахунок надання більших повноважень парламенту й приходу до влади нової династії королів.
Символізм що відбувається під час церемонії коронації британських монархів, яку проводить архієпископ Кентерберійський, помазує короля на світське й духовне правління. Сама церемонія в багатьох елементах повторює коронацію Священного римського імператора, за виключенням деяких відмінностей.
Король Сполученого Королівства — один з останніх монархів, котрий досі сходить на престол традиційним християнським обрядом, який у більшості інших країн був замінений світською інавгурацією або іншою номінальною церемонією.
Під час реформації у Франції гугеноти, відкинувши владу Папу і католицьку церкву, визнавали лише верховну владу короля, яку ніхто не міг отримати і судити. Оскільки вже не було контролю з боку Папи, то як і в Англіканській церкві, передбачалось, що повноваження короля стають абсолютними. В теорії божественне, природне, звичаєве та конституційне право все ще панувало над королем, але, не маючи вищої духовної сили, важко було зрозуміти, як короля можна примусити виконувати ці права, оскільки його нікому не можна було судити, а тим більше позбавляти влади.
Під час протестантської реформації в кінці 16 століття теорія божественного права виправдовувала абсолютну владу короля як у політичних, так і в духовних питаннях. Генріх VIII оголосив себе Верховним Главою Англійської Церкви і розширив владу короля більше, ніж будь-який з його попередників.
Як політична теорія «боже право» була додатково розроблена Джеймсом VI (1567—1625), що дійшла до реалізації в Англії під час його правління як Джеймса I (1603—1625).
Твори про боже право королів були написані в 1597—1598 роках Джеймсом VI. Хоча в Шотландії завжди була поширена й популярна теорія де монарх вважався «першим серед рівних» й нарівні зі своїм народом. Його «Basilikon Doron», посібник про повноваження короля, був написаний для виховання його сина Генріха Фредеріка. Там король називає себе «висвяченим для свого народу, отримавши від Бога повноту влади..».
В промові до парламенту, виголошеної 1610 р. Джеймс зокрема казав:
```
"Монархія - це найвища річ на землі, бо королі - це не тільки Божі лейтенанти на землі, що сидять на Божому престолі, але навіть самим Богом їх називають богами. Існують три основи з яких випливає вищість монархії: перша виведена зі Слова Божого, а дві інші - із наук політики та філософії. У Святому Письмі королів називають богами, і тому їх сила (за певних умов) порівняна з Божественною силою. Королів також порівнюють із батьками родин; бо король - це справді parens patriae [батько країни], політичний батько свого народу. І нарешті, королів порівнюють з головою цього мікрокосму - тіла людини. 
```

Посилання Джеймса на «Божих лейтенантів», мабуть, ґрунтується на текст у Посланні до Римлян, де Апостол Павло пише про «Божих служителів».
«Нехай кожна людина кориться вищій владі, бо немає влади, як не від Бога, і влади існуючі встановлені від Бога.
Тому той, хто противиться владі, противиться Божій постанові; а ті, хто противиться, самі візьмуть осуд на себе.
Бо володарі пострах не на добрі діла, а на злі. Хочеш не боятися влади? Роби добро, і матимеш похвалу від неї, бо володар Божий слуга, тобі на добро. А як чиниш ти зле, то бійся, бо недармо він носить меча, він бо Божий слуга, месник у гніві злочинцеві! Тому треба коритися не тільки ради страху кари, але й ради сумління. Через це ви й податки даєте, бо вони служителі Божі, саме тим завжди зайняті.
Тож віддайте належне усім: кому податок податок, кому мито мито, кому страх страх, кому честь честь." (Послання До Римлян 13:1-7).
В творах Джеймса «Боже право королів» «божественна теорія королівства» є політичною та релігійною доктриною королівської та політичної легітимності. Він стверджує, що монарх не підлягає ніякій земній владі, випливаючи зі свого права керувати безпосередньо з волі Божої. Таким чином, король не підпорядковується волі свого народу, шляхти чи будь-якого іншого суспільного стану в державі, включаючи (особливо в протестантських країнах) церкву. І тільки Бог може судити несправедливого короля. Вчення передбачає, що будь-яка спроба позбавити короля влади чи обмежити його повноваження суперечить волі Божої і може становити акт святотатства.
Мартін Лютер також використовував один з уривків Святого Писання, що підтверджує ідею божественного права королів, коли закликав світську владу придушити Селянські повстання 1525 року в Німеччині у своєму творі «Проти злодіїв і вбивць — бунтівних орд селян», спираючи свій аргумент на св. Посланні Св. Павла до Римлян 13: 1–7.

## Опозиція
Історично різні люди мали різні права й деякі мали більше прав, ніж інші. А «боже право королів», яке захищало абсолютну владу над підданими, не залишало місця для реалізації прав самих підданих.
У XVI столітті і католицькі, і протестантські філософи, теологи і політичні мислителі почали ставити під сумнів ідею «божественного права» монарха.
Іспанський католицький історик, теолог-єзуїт Хуан де Маріана висунув у своїй книзі «De rege et regis institutione» (1598) аргумент, що оскільки суспільство було утворене «пактом» між усіх його членів, «не може бути сумніву, що вони здатні виставити королю рахунок». Хуан де Маріана, таким чином, оскаржував теорію божественного права, заявляючи, що за певних обставин можливе усунення від влади тирана.
Кардинал Роберто Беларміно також не вірив, що «інститут монархії має будь-яку божественну санкцію» і поділяв переконання Маріани, що були випадки, коли народ міг законно усунути монарха.
Серед груп англійських протестантів також були діячі які виступали проти обраності монарха: Понет, Джон Нокс, Крістофер Гудман, Хейлз. Щоправда вони виступали проти влади лише католицької королеви Англії Марії І й брали участь у повстанні проти неї.
Сучасні уявлення про права людини та принцип «всі люди є рівними» сформувались після Французької революції та Американської революції.
Однією з найвідоміших заяв про права людини англійською мовою є Декларації незалежності США Томаса Джефферсона, де й було вперше записано що «всі люди є створені рівними».
Пізніше ці політичні погляди призвели до впровадження в багатьох країнах принципу поділу влади на три гілки: законодавчу, виконавчу і судову. 